# Crawling Back to You
"Crawling Back to You" là đĩa đơn từ album phòng thu thứ năm của Backstreet Boys, Never Gone. Đĩa đơn chỉ phát hành tại Hoa Kỳ dưới dạng tải nhạc số.

## Danh sách bài hát
1. Crawling Back To You
2. Weird World (Digital Download Only)

## Bảng xếp hạng
| Bảng xếp hạng (2005)              | Vị trí cao nhất |
| --------------------------------- | --------------- |
| U.S. Billboard Adult Contemporary | 30              |
| U.S. Billboard Pop 100            | 51              |